# Стиернсканц, Карл Иванович
Карл Иванович Стиернсканц (1801—1865) — генерал-лейтенант, военный топограф.

## Биография
Родился 10 октября 1801 года в Скёлдвике (ныне Килпилахти, Финляндия), происходил из шведских дворян российского подданства. Образование получил в Финляндском кадетском корпусе, из которого выпущен 2 февраля 1823 года прапорщиком в Свиту Его Величества по квартирмейстерской части.
6 декабря 1826 года произведён в подпоручики и с 1827 года состоял при Военно-топографическом депо. В 1828 году он был назначен в штаб 1-й армии и участвовал в топографических съёмках в Болгарии, Молдавии и Валахии, 14 апреля 1829 года произведён в поручики. В 1830 году Стиернсканц был назначен в штаб резервных войск 2-й армии и в 1831 году принял участие в делах против польских мятежников, 25 июля 1831 года за боевые отличия был произведён в штабс-капитаны.
Произведённый 6 декабря 1832 года в капитаны Стиернсканц в начале следующего года был назначен дивизионным квартирмейстером 2-й и 4-й пехотных дивизий и 29 марта 1836 года получил чин подполковника.
В 1842 году он был назначен начальником межевания казённых земель в Оренбургской губернии и 26 марта 1844 года с производством в полковники был зачислен в Корпус военных топографов. 17 апреля 1847 года переведён в Генеральный штаб.
Начиная с 1848 года Стиернсканц занимал должности начальника съёмок в Смоленской (1848—1850 годы), Калужской (1851—1852 годы), Тульской (1853—1854 годы), Лифляндской (1855—1857 годы) и Эстляндской (1858—1859 годы) губерниях а также в Царстве Польском (1860—1865 годы). В 1860 году им было начато составление генеральной карты Царства Польского; работу эту завершил в 1869 году его преемник генерал-майор С. С. Тютиков. Его имя выгравировано на юбилейной медали «В память пятидесятилетия Корпуса военных топографов. 1872».
26 ноября 1852 года произведён в генерал-майоры и 17 апреля 1863 года в генерал-лейтенанты.
Скончался в начале сентября 1865 года в Варшаве, из списков исключён 26 сентября.

## Ордена
Стиернсканц имел ордена:
- Орден Святого Станислава 3-й степени
- Орден Святой Анны 3-й степени
- Орден Святого Станислава 2-й степени
- Орден Святой Анны 2-й степени с императорской короной
- Орден Святого Владимира 4-й степени
- Орден Святого Владимира 3-й степени
- Орден Святого Станислава 1-й степени
- Орден Святой Анны 1-й степени с мечами
- Орден Святого Георгия 4-й степени (17 декабря 1844 года, за беспорочную выслугу 25 лет в офицерских чинах, № 7175 по кавалерскому списку Григоровича — Степанова)